# Der Holledauer Fidel
Der Holledauer Fidel ist ein niederbayerisches Singspiel (Operette) in drei Akten des Komponisten Erhard Kutschenreuter.

## Einführung
Dieses Theaterstück erlebte seine Uraufführung am 14. April 1920 und besteht aus drei Akten, wobei der erste und der dritte Akt in der Holledau und der zweite im Bayerischen Wald spielt. Besonders bekannt sind die Stücke „Waldlermarsch“ und „Holledauer Marsch“, die oft auch von den Oktoberfestkapellen gespielt werden.
Auf Grund des enormen Erfolges entstand ein zweiter Teil dieser Geschichte mit dem Titel „Der Holledauer Fidel – Neuigkeiten vom lustigen Fidel und der ehrengeachteten Familie Wurmdobler in vier Aufzügen“. Dieses Theaterstück war erstmals am 6. April 1931 in Dorfen zu sehen.

## Handlung
Fidel Waldhauser ist ein armer Hopfenzupfer aus dem Bayerischen Wald. Er arbeitet beim reichen Sichbauern in der Hallertau und hat sich in dessen Tochter Reserl verliebt. Als er um ihre Hand anhält wird er von Reserl wegen seiner Armut und seiner Herkunft stolz abgewiesen. Sie glaubt ihren zukünftigen Ehemann in Vinzenz Wurmdobler gefunden zu haben, dem Sohn eines Kriegskameraden ihres Vaters.
Als sie zusammen mit ihrem Vater das Anwesen der Familie Wurmdobler im Bayerischen Wald besichtigen will, ist sie entsetzt. Der Besitz der Familie Wurmdobler ist weder stattlich noch schuldenfrei, sondern heruntergekommen und verschuldet. Außerdem erfahren Reserl und ihr Vater, dass der Bräutigam Vinzenz als Schürzenjäger übel beleumundet ist. Fidel Waldhauser, der nach der Hopfenernte als Holzknecht bei Wurmdobler arbeitet, hilft Reserl und ihrem Vater.
Das glückliche Ende folgt erst bei der Hopfenernte im darauffolgenden Jahr. Als die Hopfenzupfer wieder in die Hallertau kommen und dort ein Fest feiern, wählt Reserl Fidel Waldhauser zu ihrem Tänzer und Bräutigam.